# At Tawilah (huyện)
Huyện At Tawilah là một huyện thuộc tỉnh Al Mahwit, Yemen. Đến thời điểm năm 2003, huyện này có dân số 58862 người